# Platypthima pedaloidina
Platypthima pedaloidina är en fjärilsart som beskrevs av James John Joicey och Talbot 1915. Platypthima pedaloidina ingår i släktet Platypthima och familjen praktfjärilar. Inga underarter finns listade i Catalogue of Life.